# Савукоскі
Савукоскі (фін. Savukoski півн.-саам. Suovvaguoika) — громада на півночі Фінляндії в провінції Лапландія. Населення громади за даними на 2014 рік становить 1115 осіб , а площа — 6495,95 км², з яких 57,62 км² займають водойми. Щільність населення найнижча в Фінляндії — 0,17 чол/км². Сусідні муніципалітети — Пелкосенніемі, Салла і Соданкюля. 

## Історія
Саамські поселення існували на території Савукоскі з доісторичних часів аж до XVIII століття. Громада Савукоскі була заснована за указом імператорського сенату в 1916. Бойові дії «Сального повстання» 1922 охопили також територію Савукоскі. В кінці совєцько-фінської війни влітку 1944 совєцькі партизани знищили село Сейтаярві. На цьому місці встановлено пам'ятник загиблим тоді жителям села. 

## Географія і природа
Селище Савукоскі розташоване неподалік від південно-західного кордону муніципалітету. Через його територію, за обрисами схожу на прямокутник (близько 70 х 100 км), протікає річка Кемійокі з притоками. Східна ж частина території відноситься до водозбору річки Нуорттійокі. Типовий для цього краю ландшафт — дикі, безлюдні простори з великими болотами і розкиданими сопками. Третину площі Савукоскі займають різні охоронні природні території. Північну частину займає національний парк "Урго Кеннонен", що тягнеться з території Соданкюля, а з боку Саллі — заповідник Вярріо. У Савукоскі розташований також заповідник Малтіо. В північно-східній частині Савукоскі на кордоні Фінляндії з Російською федерацією розташована сопка Корватунтурі, яка за легендами є батьківщиною Санта-Клауса (Йоулупуккі).  
У 1920-1944 роках східний кордон Фінляндії — межа за Тартуським мирним договором — проходила від сопки Корватунтурі на північний схід в напрямку Північного Льодовитого океану. Найвища і одночасно найпівнічніша точка Савукоскі — сопка Талккунапяя, що знаходиться на стику кордону муніципалітету Соданкюля із державним кордоном Фінляндії. 

## Населення
Населення громади за даними на 2014 рік становло 1115 осіб. Щільність населення — всього 0,17 чол./км². Для 99,4% населення громади рідною мовою є фінська, для 0,2% — шведська, для 0,1% — саамські мови і для 0,3% — інші мови. Частка осіб у віці молодше 15 років становить 11,3%, а осіб старше 65 років — 24,1%. 
| 1970 | 1975 | 1980 | 1985 | 1990 | 1995 | 1998 | 2000 | 2002  | 2004 | 2006 | 2008 | 2010                      | Orain |
| ---- | ---- | ---- | ---- | ---- | ---- | ---- | ---- | ----- | ---- | ---- | ---- | ------------------------- | ----- |
| 2183 | 1961 | 1931 | 1881 | 1774 | 1660 | 1543 | 1472 | +1415 | 1329 | 1226 | 1216 | тисячі сто сімдесят вісім | 1179  |

## Економіка
Найбільшими роботодавцями є муніципалітет, Лісове управління, компанія "Veljekset Karjalainen", лісогосподарське об'єднання і муніципальна асоціація охорони здоров'я Пелкосенніемі-Савукоскі. На території муніципалітету знайдене фосфатне родовище, але відкриття гірничодобувного підприємства Соклі затягується . Важливою галуззю є оленярство, оленів налічується тут в десять разів більше, ніж людей. 
У північній частині Савукоскі, на березі річки Нуорттійокі діяв у 1912—1918 роках перша у Фінляндії велика механізована лісозаготівельна ділянка, якою керував тодішній начальник лісозаготівель компанії Кемі Ою Гуго Рігард Сандберґ. Він замовив з США два гусеничних паровози, які перетягували заготовлену деревину з ділянки на берег річки Кемійокі для сплаву в Кемі. Один паровоз перебуває нині на колишній лісозаготівельній ділянці в Тулппіо, а другий — у музеї провінції Лапландія в Рованіємі. У Савукоскі на Великдень проводиться щорічний ярмарок в'яленого м'яса. 

## Населені пункти
На території громади розташовані такі села: Війтаранта, Вяррійо, Куоску, Лунккаус, Мартті, Ноусу, Ровала, Рууваойя, Савукоскі, Сейтайярві, Тангуа і Гігнаваара. 

## Галерея

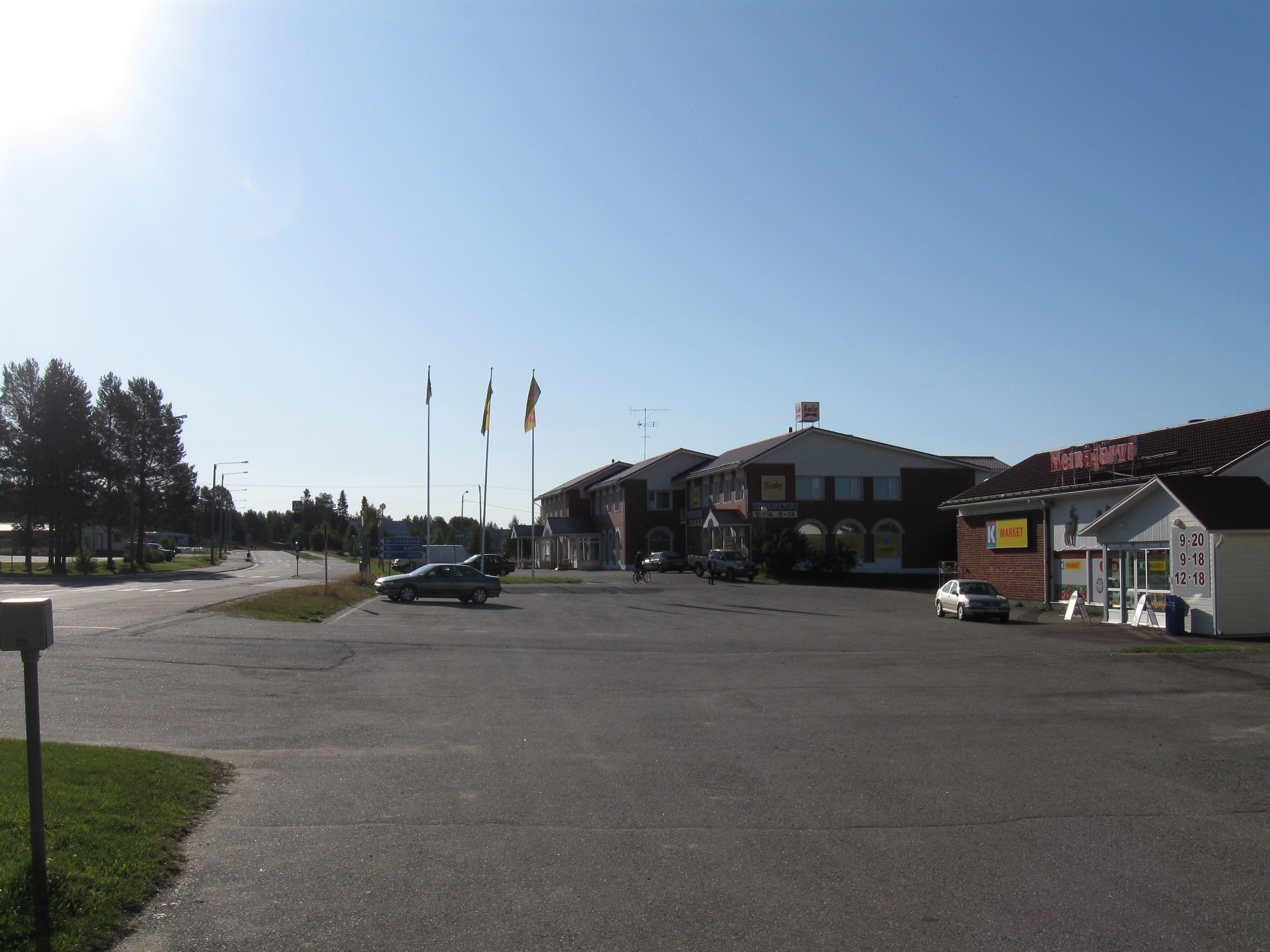
Центр Савукоскі
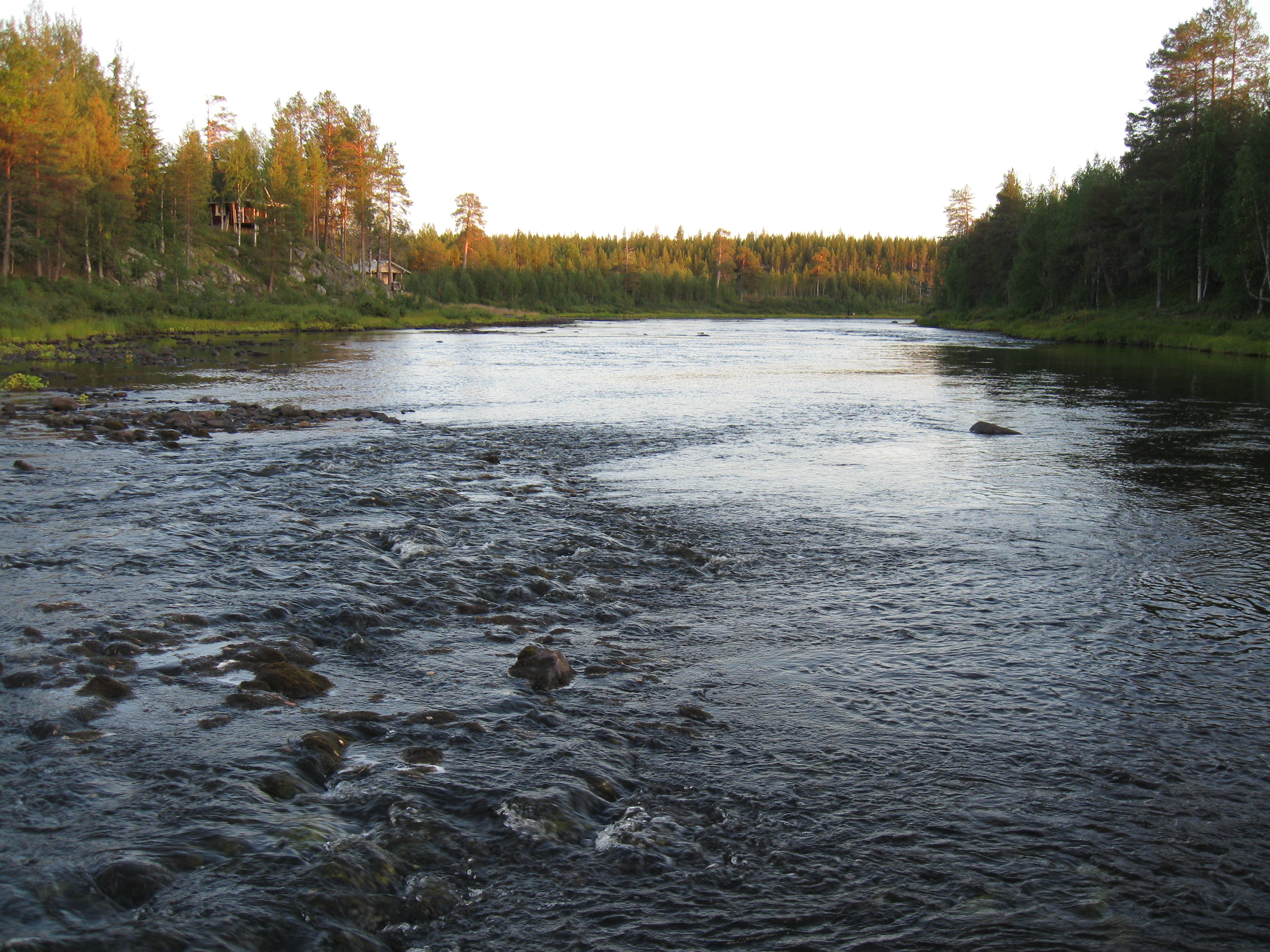
Річка Луїро, Тангуа
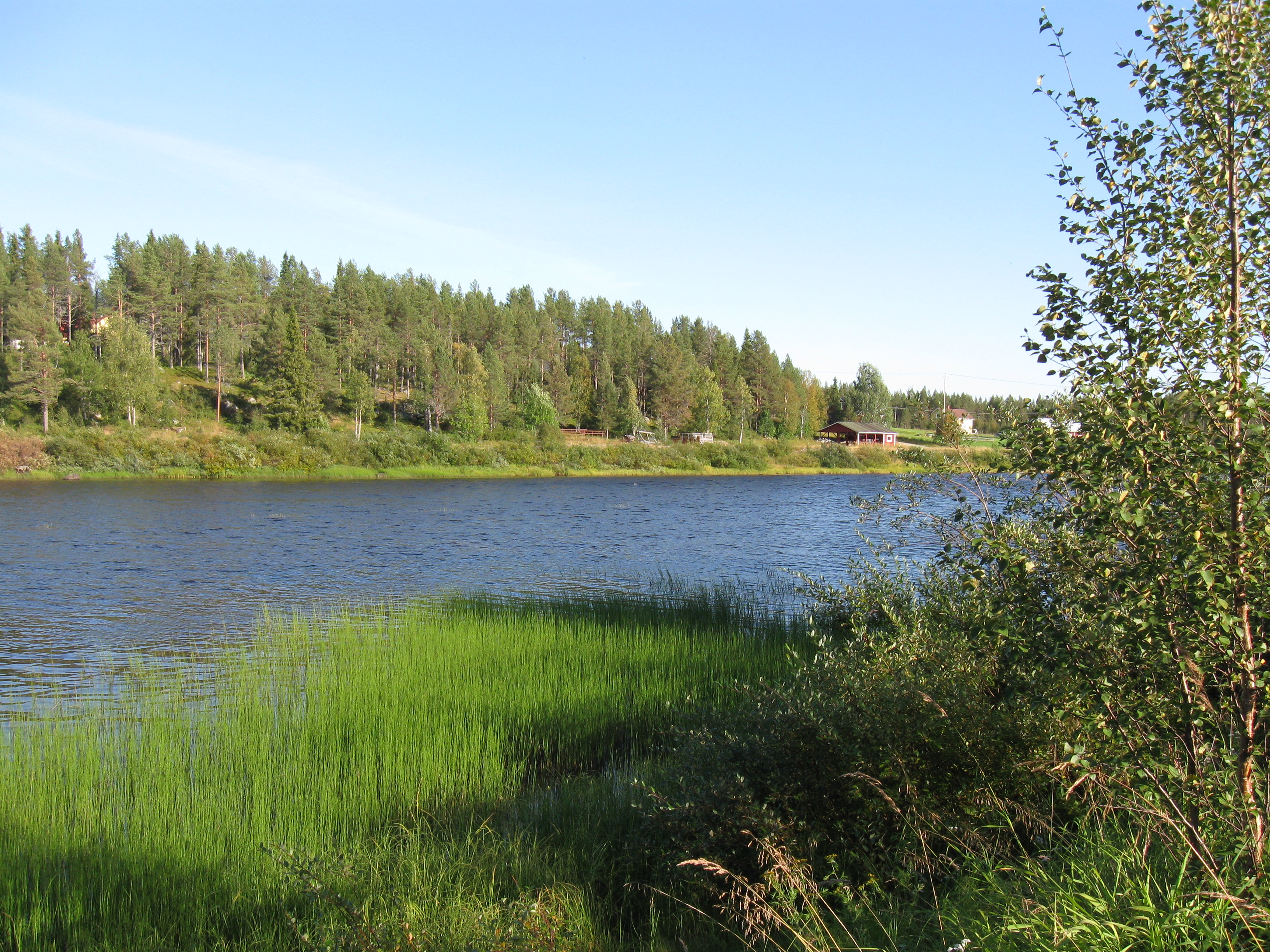
Село Тангуа
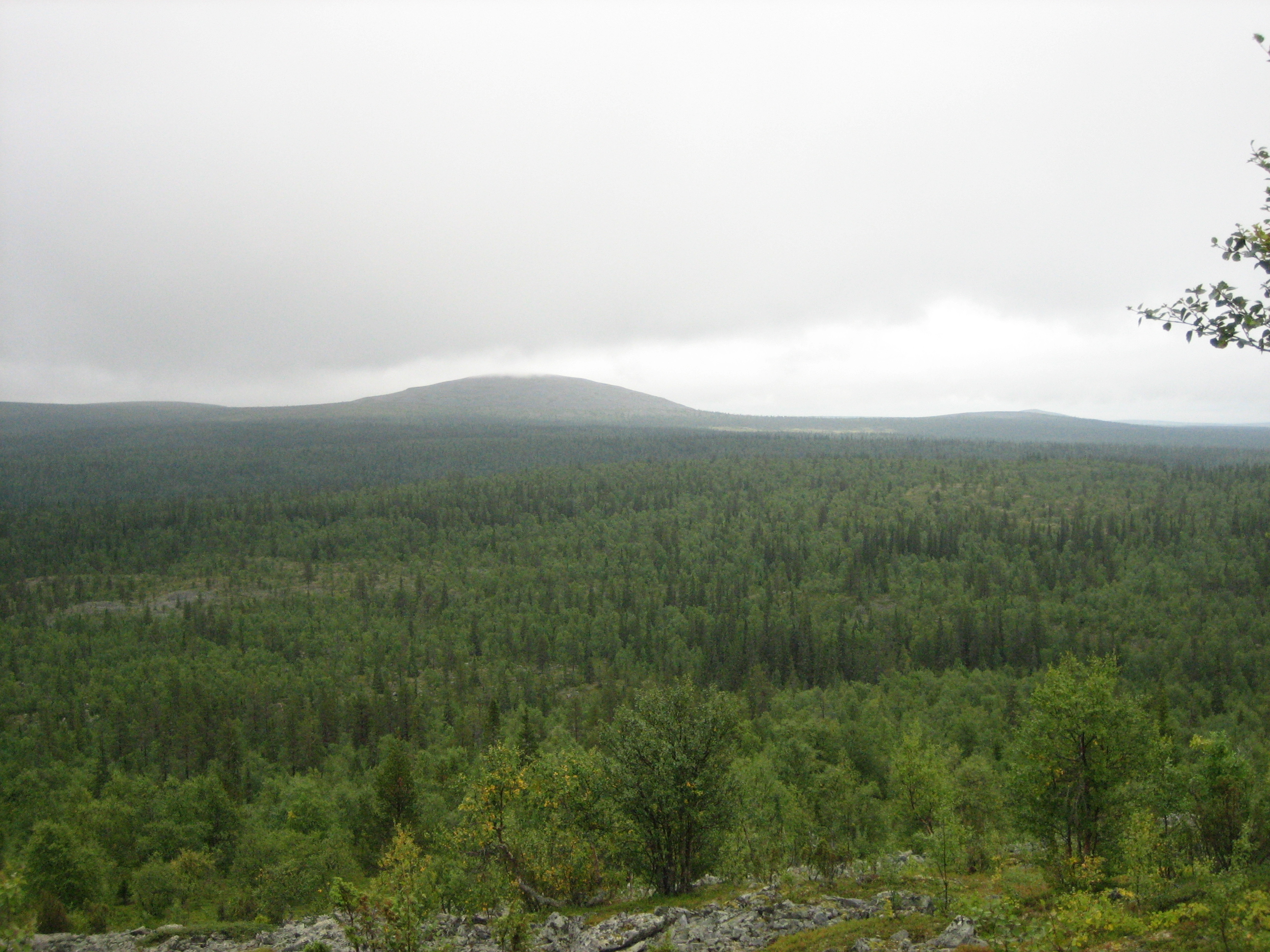